# Мєстечкін Яків Гершкович
Мєстечкін Яків Гершкович (1916—2009) — радянський і український кінооператор, режисер-документаліст. Заслужений діяч мистецтв УРСР (1988). Кавалер ордена «За заслуги» III ступеня (2004).

## Біографія
Народ. 30 жовтня 1916 р. в Одесі в родині службовця. Закінчив операторський факультет Всесоюзного державного інституту кінематографії (1940). 
Учасник Німецько-радянської війни.
Його фронтові репортажі увійшли до фільмів: «Народні месники», «День війни» (1943), «Комсомольці» (1944), «Перемога на Півночі» (1945), «Велика Вітчизняна» (1979, 20 а).
З 1945 р. — оператор Української студії хронікально-документальних фільмів. 
Нагороджений орденами Вітчизняної війни II ст., Червоної Зірки, Грамотою Президії Верховної Ради України, медалями. 
Був членом Національної Спілки кінематографістів України.
Пішов з життя 4 жовтня 2009 року.

## Фільмографія
- «Іван Кожедуб»
- «Україна відроджується»
- «Кубок СРСР з футболу»
- «Спартакіада суворовців»
- «Нафтовики Борислава»
- «Першість СРСР з акробатики» (1955)
- «Змагання на кубок СРСР з гімнастики» (1957)
- «Відкриття республіканської виставки передового досвіду» (1958)
- «Земля Київська» (1958)
- «Назустріч життю» (1960)
- «Земля Донецька — море житейське» (1961, у співавт.)
- «Василь Дрокін»
- «Ми — з одного загону»
- «Десята ювілейна» (1962, Диплом Міжнародного кінофестивалю)
- «Суворовці» (1963)
- «Слово про генерала» (1964)
- «Золотий дубль» (1966)
- «Лише шість секунд» (1966, сцен., реж. і оп., Приз І Всесоюзного фестивалю спортивних фільмів, Москва)
- «Кубок дружби» (1969, співавт. сцен., реж.)
- «Орлятко» (1969, автор сцен., реж.)
- «Вище, дальше, скоріше» (1969)
- «Україна спортивна» (№ 6, 1971, II Премія V Всесоюзного фестивалю, Тбілісі, 1972)
- «Україна спортивна» (1972, Диплом IV Всесоюзного кінофестивалю спортивних фільмів, Одеса, 1972)
- «Кубок» (1974, Диплом V Всесоюзного кінофестивалю спортивних фільмів, Таллінн, 1974)
- «Іра, Ірочка, Ірина…»
- «В небі тільки аси» (1977, авт., оп.)
- «Київські адреси Ульянових» (1978)
- «Сила, мужність, грація» (1981)
- «Автомобіль і навколишнє середовище» (1987)
- «Коні, чудо коні» (1989)
- «Самбо — українська прем'єра» (1993) та ін.